# Martin Dirks
Martin Dirks (ros. Мартын Мартынович Диркс, ur. 8 sierpnia 1928 we wsi Bieriozowka obecnie w rejonie kyzyłżarskim w obwodzie północnokazachstańskim, zm. 4 sierpnia 2006 w Niemczech) – dyrektor sowchozu w rejonie biszkulskim w obwodzie północnokazachstańskim, agronom, Bohater Pracy Socjalistycznej (1971).

## Życiorys
Był niemieckiej narodowości. Po ukończeniu 7-letniej szkoły w 1942 zaczął pracować w kołchozie, później uczył się na kursach mechanizatorów i w 1944 został traktorzystą, a w 1947 brygadzistą kołchozu. Od 1951 do 1954 uczył się w rolniczej szkole średniej w Pietropawłowsku, po czym został młodszym agronomem. Od 1954 do lutego 1955 był przewodniczącym kołchozu im. 30-lecia Kazachskiej SRR, następnie został przewodniczącym kołchozu im. Kirowa w rejonie pietropawłowskim, w 1956 został przyjęty do KPZR. W 1961 kierowany przez niego kołchoz został włączony w skład najstarszego w rejonie sowchozu, którego Dirks został dyrektorem. Za zarządzanie tym sowchozem był kilkakrotnie odznaczany. W 1968 ukończył Celinogradzki Instytut Rolniczy, w 1977 został mianowany zarządcą trustu Ministerstwa Przemysłu Gazowego ZSRR w Pietropawłowsku, którym zarządzał do przejścia na emeryturę w 1988. Był członkiem Północnokazachstańskiego Komitetu Obwodowego KPK oraz deputowanym rady rejonowej i rady wiejskiej. Po rozpadzie ZSRR w 1991 został przewodniczącym niemieckiej organizacji społecznej "Północnokazachstańskie Obwodowe Niemieckie Centrum Kultury Widergeburt", a w 1995 wyemigrował do Niemiec.

## Odznaczenia
- Medal Sierp i Młot Bohatera Pracy Socjalistycznej (8 kwietnia 1971)
- Order Lenina (dwukrotnie, 22 marca 1966 i 8 kwietnia 1971)
- Order Czerwonego Sztandaru Pracy (24 grudnia 1976)
- Order „Znak Honoru” (11 stycznia 1957)
- Medal „Za rozwój dziewiczych ziem”
- Srebrny Medal Wystawy Osiągnięć Gospodarki Narodowej ZSRR
- Brązowy Medal Wystawy Osiągnięć Gospodarki Narodowej ZSRR (dwukrotnie)

I inne.